# 전이경
전이경(全利卿, 1976년 1월 6일~)은 대한민국의 은퇴한 쇼트트랙 선수이다. 현재는 대한빙상경기연맹의 이사로 재직 중이다.

## 학력
- 숭의초등학교 졸업
- 신반포중학교 졸업
- 배화여자고등학교 졸업
- 연세대학교 체육교육학과 학사
- 연세대학교 대학원 체육교육학 석사

## 경력
- 1988년: 쇼트트랙스피드스케이팅 국가대표
- 1998년: 제18회 나가노 동계 올림픽 대한민국 여자 쇼트트랙 국가대표
- 한국여성스포츠회 이사
- 연세대학교 체육교육학 시간강사
- 2000년 4월: 국제올림픽위원회 선수분과위원회 위원
- 2004년: 평창 동계올림픽 유치 홍보대사
- 2005년: 대한민국 여자 아이스하키 국가대표
- 2005년: 여자아이스하키대표팀 선수
- 2006년: SBS 쇼트트랙 해설위원
- 2007년 6월: 함평 세계나비곤충엑스포 홍보대사
- 2009년: 신세계백화점 부산 센텀시티점 아이스링크 교육팀장
- 2010년 2월: 제21회 밴쿠버 동계올림픽 쇼트트랙 SBS 해설위원
- 2010년 5월: 2018평창동계올림픽 유치위원회 선수위원회 위원
- 2011년 7월: 아시아올림픽평의회 선수위원회 위원
- 대한체육회 선수위원회 위원
- 2015년 11월~: 싱가포르 쇼트트랙 국가대표팀 감독
- 2018년: 제23회 평창 동계 올림픽 싱가포르 쇼트트랙 국가대표팀 감독
- 2018년: 제23회 평창 동계 올림픽 SBS 쇼트트랙 해설위원

## 인물

### 쇼트트랙 선수 시절
충청북도 옥천군에서 태어나 서울 숭의초등학교 6학년 때 국가대표로 선발되어 관심을 모았다. 알베르빌에서 열린 1992년 동계 올림픽에 출전한 것을 시작으로 릴레함메르에서 열린 1994년 동계 올림픽에 출전, 1000m와 3000m 계주에서 금메달을 획득하여 올림픽 쇼트트랙 최초의 여자 2관왕이 되었다. 그 해에, 체육훈장 청룡장을 수여받았다. 1995년~1997년 세계 쇼트트랙 선수권 대회 3연속 종합 우승을 차지하는 등 각종 국제 대회에서 여러 차례 입상하며 대한민국 여자 쇼트트랙의 전성기를 주도했다. 1998년 나가노 동계올림픽에 참가, 1000m에서 중화인민공화국의 양양 (A)를 접전 끝에 막판의 날들이밀기 기술로 제치고 금메달을 획득한 데 이어, 3000m 계주에서도 다시 금메달을 획득하여 대한민국 스포츠 선수로는 사상 처음으로 올림픽에서 2연속 2관왕의 자리에 올랐으며, 현재까지 이 기록은 깨지지 않고 있다. 또한 이 대회에서 그녀는 500m에서도 동메달을 땄다. 대한민국 여자 쇼트트랙 최초의 500m 올림픽 메달이다. 곧이어 벌어진 세계 쇼트트랙 선수권 대회에서 종합 2위에 오른 후 은퇴하였다.
그는 올림픽에서 금메달 4개와 동메달 1개를 획득하여 당시 대한민국의 스포츠 선수 중 가장 많은 올림픽 메달을 딴 선수였다. 2000년 시드니 하계 올림픽에서 양궁의 김수녕이 메달을 추가하여 그보다 통산 메달 획득 개수가 더 많아졌으나, 그는 세계 선수권 대회 등 각종 대회에서의 풍부한 입상 경력으로 가장 많은 체육연금 점수를 얻어두었으며, 3억 5천여만원의 연금을 일시에 수령한 것으로 알려져 화제를 모으기도 했다.

### 쇼트트랙 선수 이후의 활동
쇼트트랙 선수 생활을 접은 후, 전이경은 빙상 외의 다양한 활동을 하는 것으로도 유명하다. 취미로 골프를 하다가 도전하여 2003년 8월에 세미프로 자격을 얻었다. 2002년 솔트레이크시티 동계올림픽 기간 중 IOC 선수위원 선거에 도전했으나 낙선했고, 대신 선수분과위원으로 활동했다. 한편 2003년 12월에는 대한올림픽위원회의 지원으로 미국에 유학했다. 2004년 평창 동계 올림픽 홍보대사로 위촉되었으며, 2005년에는 아이스하키 선수 활동을 시작했다. 2006년 토리노 동계 올림픽 SBS 쇼트트랙 해설위원으로 활동했다. 2006년 말 아이스하키 국가대표팀 선수로 선발되어, 2007년에 창춘에서 열릴 2007년 동계 아시안 게임에 출전할 예정이었으나, 대회 직전 큰 부상을 당해 출전하지 못했다. 부산으로 근거지를 옮긴 그는, 부산광역시 빙상경기연맹 경기이사로 발탁되었으며, 선수들을 지도하다가, 대한빙상경기연맹 이사로 승진했다. 2010년 2월 밴쿠버에서 열린 2010년 동계 동계 올림픽 SBS 쇼트트랙 해설위원으로 활동했다.
2010년 3월 전이경은 한나라당에 전격 입당하여, 지방 선거에 출마하여 정계에 진출할 것으로 알려지기도 했으나, 결국 지방선거에 출마하지 않았다.
2010년 5월 평창에서 열릴 2018년 동계 올림픽 유치위원회 선수위원으로 활동했다. 2011년 7월 아시아 올림픽 평의회 선수위원으로 발탁되었다. 또한, 대한체육회 선수위원으로도 발탁되었다.

## 같이 보기
- 양양 (A)
- 왕멍
- 진선유
- 심석희
- 최민정